# Theresa Russell

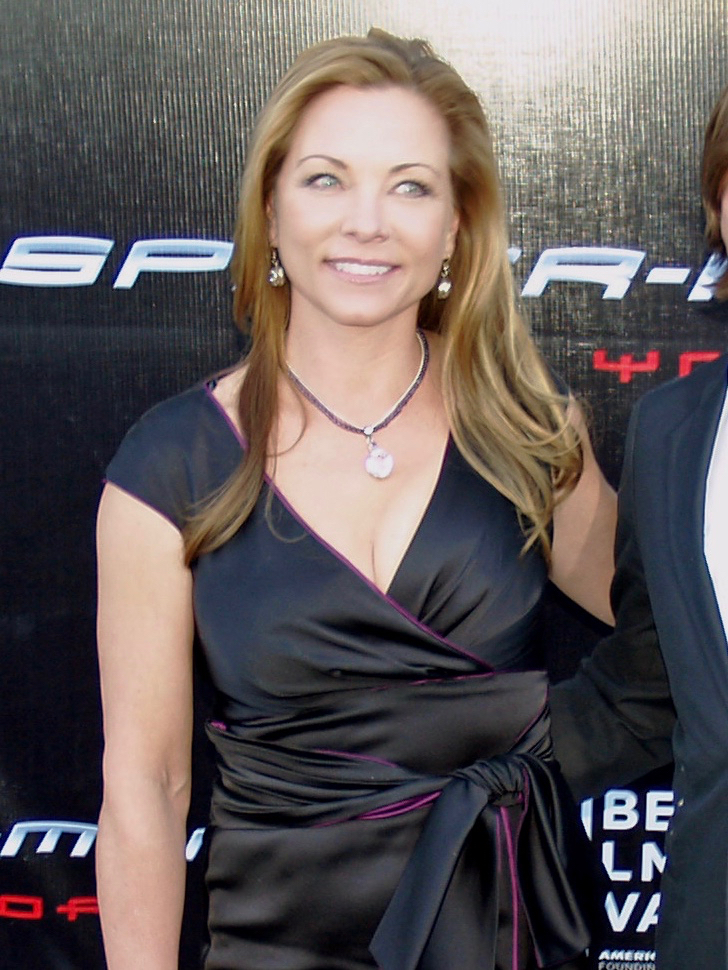
Theresa Russell (2007)

Theresa Russell (* 20. März 1957 in San Diego als Theresa Paup) ist eine US-amerikanische Schauspielerin.

## Biografie
Theresa Russell wurde als ältestes von fünf Kindern in San Diego geboren und wuchs in Burbank auf. Sie spielte auf der High School in einer Laienspielgruppe und arbeitete seit ihrem zwölften Lebensjahr als Fotomodell. Im Alter von sechzehn Jahren brach sie die Schule ab und besuchte zwei Jahre lang die Schauspielschule von Lee Strasberg. Ihr Filmdebüt in Elia Kazans Der letzte Tycoon (1976) machte Dustin Hoffman auf sie aufmerksam, der sie für seine Produktion Stunde der Bewährung für die weibliche Hauptrolle castete. Mit Black out – Anatomie einer Leidenschaft gelang ihr 1980 der endgültige Durchbruch als Schauspielerin. Dabei lernte sie mit dem Regisseur Nicolas Roeg auch ihren späteren Ehemann kennen. Weitere bedeutende Rollen spielte sie in Die schwarze Witwe (1987), Impulse – Von gefährlichen Gefühlen getrieben (1990), Die Hure (1990) und Kafka (1991).
Theresa Russell hat zwei Söhne. Sie war ab 1982 mit dem Regisseur Nicolas Roeg verheiratet, die Ehe wurde geschieden.

“She sometimes seems like a woman encountered at a Greyhound station and inveigled before the camera – unready, ungiving, suspicious, yet definitely there; more than an actress.”

„Manchmal wirkt sie wie eine Frau, die man an der Bushaltestelle antrifft, verleitet von der Kamera – unvorbereitet, abweisend, vorsichtig und doch ganz präsent; mehr als eine Schauspielerin.“

## Filmografie (Auswahl)
- 1976: Der letzte Tycoon (The Last Tycoon) – Regie: Elia Kazan
- 1978: Stunde der Bewährung (Straight Time) – Regie: Ulu Grosbard
- 1980: Black out – Anatomie einer Leidenschaft (Bad Timing) – Regie: Nicolas Roeg
- 1983: Eureka – Regie: Nicolas Roeg
- 1984: Auf Messers Schneide (The Razor’s Edge) – Regie: John Byrum
- 1985: Insignificance – Die verflixte Nacht (Insignificance) – Regie: Nicolas Roeg
- 1987: Die schwarze Witwe (Black Widow) – Regie: Bob Rafelson
- 1987: Aria – Regie bei der 1. Episode: Nicolas Roeg
- 1988: Track 29 – Ein gefährliches Spiel (Track 29) – Regie: Nicolas Roeg
- 1989: Die Anwältin (Physical Evidence) – Regie: Michael Crichton
- 1990: Impulse – Von gefährlichen Gefühlen getrieben (Impulse) – Regie: Sondra Locke
- 1991: Die Hure (Whore) – Regie: Ken Russell
- 1991: Kalter Himmel (Cold Heaven) – Regie: Nicolas Roeg
- 1991: Kafka – Regie: Steven Soderbergh
- 1993: Anleitung zum Ehebruch (A Woman’s Guide to Adultery) – Regie: David Hayman
- 1994: Erotic Tales – Regie bei der 4. Folge: Nicolas Roeg
- 1994: Die Frau, die zuviel wußte (Flight of the Dove) – Regie: Steve Railsback
- 1994: Trade Off – Regie: Andrew Lane
- 1995: Mit Vollgas in die Tafelrunde (A Young Connecticut Yankee in King Arthur’s Court) – Regie: Ralph L. Thomas
- 1995: The Grotesque – Regie: John-Paul Davidson
- 1996: Public Enemy (Public Enemies) – Regie: Mark L. Lester
- 1996: Ein nicht ganz perfekter Mord (Once You Meet a Stranger) – Regie: Tommy Lee Wallace
- 1998: Running Woman – Regie: Rachel Samuels
- 1998: Wild Things – Regie: John McNaughton
- 2000: Lucky Town (Luckytown) – Regie: Paul Nicholas
- 2001: Inside a Skinhead (The Believer) – Regie: Henry Bean
- 2001: Spinnen des Todes (Earth vs. The Spider) – Regie: Scott Ziehl
- 2002: Project Viper – Regie: Jim Wynorski
- 2002: Nebenan lauert der Tod (The House Next Door) – Regie: Joey Travolta
- 2002: Passionada – Regie: Dan Ireland
- 2002: Glory Days (Fernsehserie)
- 2003: Tödlicher Fund (The Box) – Regie: Richard Pepin
- 2005: Empire Falls – Regie: Fred Schepisi
- 2006: Criminal Intent – Verbrechen im Visier (Law & Order: Criminal Intent, Fernsehserie. Folge 5x21)
- 2007: Spider-Man 3 – Regie: Sam Raimi
- 2008: Jolene – Regie: Dan Ireland
- 2011: Born to Ride – Regie: James Fargo
- 2013: Delete – Das Cyber-Armageddon (Delete, Fernsehzweiteiler)